# Peperomia cangrejalana
Peperomia cangrejalana är en pepparväxtart som beskrevs av William Trelease. Peperomia cangrejalana ingår i släktet peperomior, och familjen pepparväxter. Inga underarter finns listade i Catalogue of Life.